# Kuří (Říčany)
Kuří (německy Kurschi) je vesnice v okrese Praha-východ, je součástí obce Říčany. Nachází se asi 2,5 km na západ od Říčan. Vesnicí protéká Pitkovický potok, na jehož rameni leží na kraji vesnice rybník. Je zde evidováno 74 adres.
Náves nese název Na Návsi a nachází se na ní malá kaplička a nefunkční bývalá prodejna. Je zde několik pojmenovaných ulic: Rooseveltova (silnice III/00312, úsek Nupaky – Říčany), Květná (silnice III/00313 na jih k silnici II/101), V Roklích (silnice III/00313 na sever směr Lipany), U Zbrojnice (jižně od návsi) a U Mlýna (poblíž horního rybníka), Skalní (na jižním okraji vsi) a Cornova (k bývalému Dolnímu rybníku).

## Poloha
Vesnice leží v údolí u křižovatky místních silniček, po stranách vystupují Dolní a Horní skála; na Dolní skále stávala kdysi tvrz. Ke Kuří patří též osada Kuříčko, nacházející se ve vzdálenosti asi 1,2 km směrem k Říčanům; Rooseveltovu ulici zde křižuje cesta s názvem Solná stezka.
Pitkovický potok (nazývaný též Vinný) při povodních zaplavuje části vsi, v 70. a 80. letech 20. století bylo takových povodní 7, přičemž největší z nich byla povodeň roku 1987. Roku 1972 zde došlo k mimořádnému úkazu, kdy během 20 minut napadlo 80 až 100 centimetrů krup, které poškodily řadu staveb a zničily úrodu.

## Historie
Nejstarší známý záznam o Kuří se týká roku 1309 v označení vladyky Ojíře z Kuří ohledně jeho svědectví. Kuří s pěti dvory a jedním poplužním dvorem s tvrzí vlastnila svatovítská kapitula. Roku 1349 bylo Kuří prebendou scholastika Zdeslava a poté výměnou připadl kapitule u Všech svatých. Z tvrze se nic nedochovalo. Od roku 1420 ves vlastnili Pražané, poté se dostala do držení nejvyššího purkrabství Pražského hradu. V 15. století pak patřila Buzicům, pánům z Valdeka, a vystřídala řadu dalších majitelů, až se roku 1577 dostala Smiřickým, kteří ji roku 1579 sloučili s uhříněveským panstvím. Roku 1623 panství připadlo Karlu z Lichtensteinu. Roku 1751 byl purkrabský díl Kuří prodán Marii Terezii.
Existuje několik hypotéz o původu názvu obce. Jednou z nich je, že při pohledu z pražské silnice (spojující Prahu s Moravou) neboli horácké cesty mezi Benicemi a Světicemi byla vesnice skryta v údolí a bylo vidět jen jak se kouří. Jiná hypotéza název odvozuje ze zdejšího chovu koroptví.
Jednotřídní školní výuka v Kuří byla zahájena 1. prosince 1906 v pronajatém prostoru vily č. p. 17, v té době měla 52 žáků. Dvoutřídní škola začala být budována roku 1907 na místě bývalé ratejny a slavnostně vysvěcena byla 20. června 1909, budovu využíval ke svým akcím i Sokol a dobrovolní hasiči. Učilo se zde do roku 1968, kdy do ní docházelo už jen 16 žáků, dnes je budova označena jako obecní dům a hledá se pro ni uplatnění. Roku 1996 byla rekonstruována fasáda a střecha. Školní kronika je cenným zdrojem informací o historii vsi. Před školou byl roku 1922 vybudován pomník 9 padlým, po druhé světové válce na něj přibylo jméno jednoho popraveného. Roku 1909 byl v Kuří založen sbor dobrovolných hasičů, roku 2007 byly sjednoceny výjezdové jednotky Říčan a Kuří.
19. srpna 1924 byla založena tělocvičná jednota Sokol Kuří, která zpočátku působila ve školní tělocvičně. V roce 1932 dostal Sokol od obce pozemek u č. p. 47 V Roklích, na němž do roku 1938 vybudoval hřiště. Za druhé světové války byla činnost Sokolu přerušena, v roce 1948 začleněna pod jednotnou tělovýchovu. Roku 1964 se tělovýchovná jednota rozpadla, obnovena byla 9. května 2007 pod hlavičkou Sokola Říčan a Radošovic.
V roce 1938 zde bylo evidováno 59 domů a 388 obyvatel, v roce 2007 zde bylo hlášeno 125 obyvatel.

## Pamětihodnosti

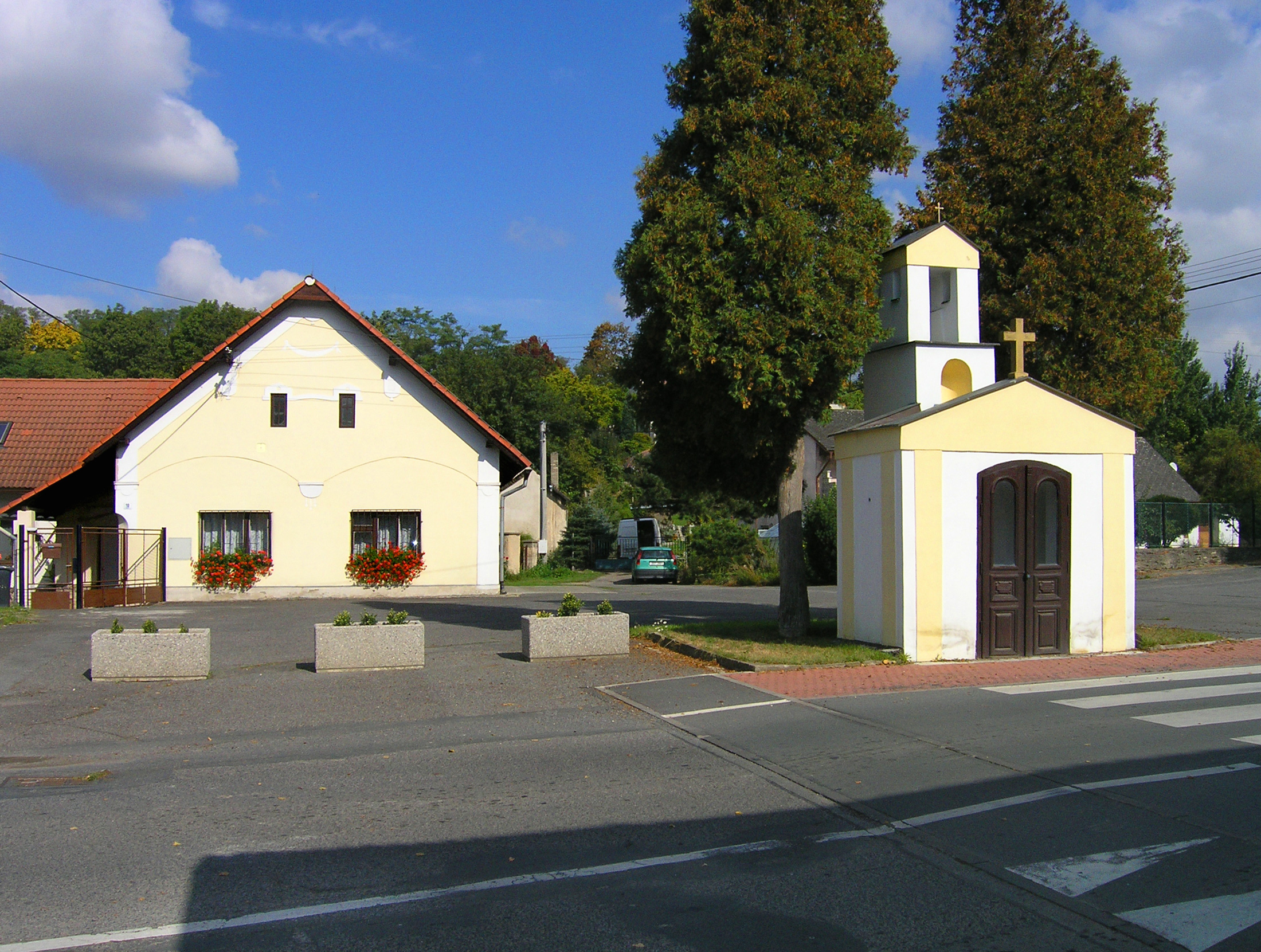
Kaplička na návsi

Na místě dnešní kapličky stála od 16. století boží muka a prostranství kolem nich bylo vydlážděno dlaždicemi z místní cihelny (ta byla asi 200 metrů západně od vsi a fungovala až do roku 1900). V 19. století byla místo božích muk postavena věž pro zvonek. V roce 1903 (1908?) anebo roku 1913 získala kaplička dnešní podobu. Zvon byl za první světové války zrekvírován, po první světové válce se občané složili na nový, který byl odvezen roku 1941 či snad fungoval ještě v první polovině 60. let, kdy byl ukraden spolu se soškou Panny Marie z výklenku věžičky. V březnu a dubnu 1998 byla kaplička na náklady obce a s pomocí místních dobrovolníků renovována. V září 1998 byl vykraden i vnitřek kapličky: soška Panny Marie a svícny. Soška byla později policií nalezena a uložena do říčanského muzea. V roce 2006 kapličku opravil pan Danita.
Usedlost č. p. 1 nedaleko rybníka bývala dvorcem s pivovarem, později zde manželé Fialovi prodávali smíšené zboží, než byla na návsi postavena socialistická samoobsluha na místě bývalé hospody. Osadní výbor podle plánu své činnosti z roku 2011 usiluje o to, aby město budovu samoobsluhy odkoupilo a následně zbouralo. Ve mlýně č. p. 2 je dosud dochované pohonné kolo strojů z roku 1791. Ve vsi bývaly tři lomy na hlinitou břidlici používanou ke dláždění a dva mlýny, Cornův u Dolního rybníka a Janovského mlýn u Horního rybníka (nynějšího).

## Doprava
Autobusová doprava je tradičně zajišťována v trase Praha – Průhonice – Čestlice – Nupaky – Kuří – Říčany. Například začátkem 90. let tudy jezdila linka ČSAD 10840 Praha – Čestlice – Říčany a doplňkové školní spoje na lince 11211 Čestlice – Říčany, v roce 1997/1998 linka 128641 Praha – Čestlice – Říčany, v roce 1998/1999 byla licencována z opačné strany pod číslem 282016 a jezdila v rozsahu několika párů spojů v pracovní dny. K 28. květnu 2000 byla oblast Říčan začleněna do Pražské integrované dopravy a spojení od pražské stanice metra Opatov do Říčan začala zajišťovat linka 385. Ta spojuje Kuří na jedné straně s Nupaky, Čestlicemi, Průhonicemi a pražskou stanicí metra Opatov, na druhou stranu s Říčany, části spojů i s dalšími obcemi až po Louňovice. Jezdí přes Kuří a Kuříčko celotýdenně v pravidelných intervalech, provozovatelem je Arriva Praha jako nástupce zdejšího tradičního dopravce, vršovického závodu ČSAD.